# Pim Haak
Willem Elize (Pim) Haak (Haarlem, 19 april 1934 – Amsterdam, 23 september 2021) was een Nederlands jurist. Van april 2000 tot mei 2004 was hij president van de Hoge Raad der Nederlanden.

## Loopbaan
Haak werd geboren en groeide op in Haarlem als jongste in een gezin van vier kinderen en ging daar naar het Coornhert Lyceum. Hij studeerde theologie en rechten aan de Universiteit van Amsterdam. Van 1963 tot 1972 was hij advocaat, gespecialiseerd in vervoerrecht en internationaal privaatrecht.
In 1972 werd hij rechter in de rechtbank te Amsterdam, in 1976 raadsheer in het gerechtshof aldaar. In 1979 volgde zijn benoeming tot advocaat-generaal bij de Hoge Raad. In 1981 werd hij raadsheer in de Hoge Raad en in 1992 vicepresident. Op 1 april 2000 volgde hij mr. S.K. Martens op als president van de Hoge Raad der Nederlanden. Hij bleef dat tot 1 mei 2004; toen legde hij zijn functie neer wegens het bereiken van de wettelijke leeftijdsgrens van 70 jaar.
In 1995 werd Haak voorzitter van een door de minister van Justitie ingestelde commissie die tot taak had te onderzoeken hoe het in cassatie sterk toegenomen aantal strafzaken efficiënter maar zonder verlies van rechtsbescherming kon worden behandeld. De regering nam de voorstellen nagenoeg alle over en zij resulteerden in wetgeving, die in 2000 in werking is getreden.
Van 1981 tot 2009 heeft Haak deel uitgemaakt van de Kamer van Beroep van de Centrale Commissie voor de Rijnvaart in Straatsburg (het Rijnvaarthof), aanvankelijk als plaatsvervangend rechter, nadien als rechter en van 2004 tot 2007 als president. Ook had hij een aantal jaren zitting in het Hof van Discipline, de hoogste tuchtrechter van de advocatuur. Van 2004-2013 was hij Appointing Authority ten behoeve van het Iran-Verenigde Staten Claims Tribunaal, daartoe aangewezen door de secretaris-generaal van het Permanent Hof van Arbitrage te Den Haag.
Hij was verder voorzitter van de Fondation Custodia (de kunstcollectie Frits Lugt in Parijs), vicevoorzitter van de Raad van Toezicht van het Institut Néerlandais te Parijs, secretaris van de Nederlandse Juristenvereniging, lid van de Raad van Toezicht op het Schadeverzekeringsbedrijf, vicevoorzitter van het bestuur van het Internationaal Juridisch Instituut, voorzitter van het Amsterdams Juridisch genootschap "Notariële Vereniging", voorzitter van het College van Beroep van het Nederlands Instituut van Psychologen en voorzitter van de Raad voor de rechterlijke ambtenaren in opleiding.

## Privéleven
Haak trouwde in 1968 met Cornelia Jacoba van Heek (1941), dochter van socioloog prof. dr. Frederik van Heek (1907-1987). Mr. W.E. Haak overleed in 2021 op 87-jarige leeftijd.

## Onderscheidingen
- 1991: Ridder in de Orde van de Nederlandse Leeuw
- 2004: Commandeur in de Orde van Oranje-Nassau
- 2004: Officier in het Legioen van Eer

- Gemeinsame Normdatei: 129608963
- International Standard Name Identifier: 0000 0000 8364 7002
- Library of Congress Control Number: no2001046365
- Nederlandse Thesaurus van Auteursnamen: 06813620X
- Système universitaire de documentation: 116978384
- Virtual International Authority File: 56263152
- WorldCat: E39PBJrRbW9CwJJXbtkFcYyjmd